# 七福神殺人事件
『七福神殺人事件』（しちふくじんさつじんじけん）は、高木彬光の神津恭介シリーズの長編推理小説。1987年に刊行された。

## 概要
本作は、1987年11月25日に「カドカワノベルズ」（角川書店）から刊行された作品で、「七福神を殺す」という予告状に続く連続殺人とその謎解きを主軸にした神津恭介シリーズの本格推理小説である。
角川文庫『七福神殺人事件』のカバーに「神津恭介最後にして最大の難事件」と記され、解説にもカドカワノベルズ版刊行時に作者が「神津恭介とともに歩んで四十年、（中略）そろそろ彼にも栄光ある引退を考えている」と記していたと紹介されている。実際には、翌1988年の墨野隴人シリーズ『仮面よ、さらば』にも登場し、当時はこれが神津恭介最後の作品とされていた。

## あらすじ
事故で負傷して入院していた神津恭介が、退院後の経過報告に、友人の松下研三の妻の弟・長岡稜威雄に付き添われて東大病院を訪れたときに、入院していたときに知り合った福崎加津江に声をかけられる。加津江は現在も股関節脱臼で入院中で、夫で福栄企画の社長の宗平に付き添われていた。稜威雄が「七福神」というスナックを経営していると聞くと、宗平と稜威雄の間で経営者談議が始まり、やがて神津を交えて七福神談義へと会話が弾んだ。
それから数日後、神津とスナック「七福神」の元に、「七福神を殺す」という予告状が送られてきた。さらに数日後、「布袋を殺した」との犯行声明が送られ、布袋像を祀る八王子市の信松寺で射殺された予備校職員の死体が発見された。その胸には「布袋尊」と記された紙が置かれていた。
その後、「恵比寿を殺した」との犯行声明が送られ、恵比寿像を祀る神奈川県三浦市の円福寺で射殺された三宅島の漁師の死体が発見された。その胸には「恵比寿神」と記された紙が置かれていた。次いで、「毘沙門天を殺す」との犯行予告が送られ、翌日、毘沙門天を祀る板橋区の文殊院で射殺された京都の古代史研究家の死体が発見された。その胸には「毘沙門天」と記された紙が置かれていた。
さらに捜査陣をあざ笑うかのように、弁財天を祀る取手市の東谷寺、大黒天を祀る目黒区の大円院で、射殺死体と胸にはそれぞれ「弁財天」「大黒天」と記された紙が置かれていた。
しかし、6人目の「寿老人」殺しに及んで、ようやく犯人の犯行に綻びが生じる。

## 主な登場人物
神津恭介（かみづ きょうすけ）
名探偵。東京大学医学部法医学教室の元教授。退官後は七福神めぐりをするなど、悠々自適の生活を送っている。
松下研三（まつした けんぞう）
推理小説家。神津の一高時代からの友人で助手。
長岡稜威雄（ながおか いつお）
研三の妻の弟。新宿で「七福神」というスナックを経営している。
長岡瑞絵（ながおか みずえ）
稜威雄の妻。「七福神」の「ママ」。
福崎宗平（ふくざき そうへい）
福栄企画の社長。貸しビル業や各種取引の斡旋業を営む。
福崎加津江（ふくざき かづえ）
宗平の妻。股関節脱臼で入院中。
翠川淳二（みどりかわ じゅんじ）
受験予備校「千代田ゼミナール」の教務部次長。
重松明（しげまつ あきら）
三宅島の漁師。
布谷昭彦（ぬのたに あきひこ）
京都の古代史研究家。
浜川憲子（はまかわ のりこ）
薬と雑貨の販売店「薬セキグチ」の四つ木店の店長。
山脇次郎（やまわき じろう）
八王子警察署の捜査一課長で警部。
吉松（よしまつ）
神奈川県警の警部。
藤倉（ふじくら）
神奈川県警の警部補。
広沢（ひろさわ）
三宅島警察署の警部補。
加藤（かとう）
板橋警察署の刑事。
片桐（かたぎり）
板橋警察署の刑事。